# Archiwum Dokumentacji Osobowej i Płacowej
Archiwum Dokumentacji Osobowej i Płacowej (dawniej Archiwum Państwowe Dokumentacji Osobowej i Płacowej)– polskie archiwum z siedzibą w Milanówku. Powstało w 2004 roku i początkowo stanowiło samodzielną instytucję o statusie jednego z archiwów państwowych. Od 2013 jest częścią Archiwum Państwowego w Warszawie. 

## Zadania
Podstawowym zadaniem archiwum jest przechowywanie i udostępnianie dokumentacji płacowej i osobowej pracowników, do której przechowywania zasadniczo przepisy zobowiązują pracodawców, w przypadku, gdy pracodawca zostanie postawiony w stan likwidacji lub upadłości, zaś sąd rejestrowy stwierdzi brak środków na dalsze właściwe przechowywanie tej dokumentacji. Archiwum z mocy prawa przejmuje także zasoby prywatnych archiwów tego rodzaju (firm usługowo trudniących się przechowywaniem dokumentacji) w momencie ich likwidacji. Archiwum może także świadczyć usługi na zasadach komercyjnych.
Od 2010 roku archiwum przechowuje też materiały archiwalne.

## Struktura zasobu archiwalnego
W skład zasobu Archiwum wchodzi:
- 21 980 mb materiałów archiwalnych,
- 3 979 mb dokumentacji pracowniczej przejętej na postanowienia sądowe,
- 10 598 mb dokumentacji pracowniczej przejętej na zasadach komercyjnych,
- 825 mb akt znajdujących się w depozycie,

Łącznie: 37 382 mb przechowywanej dokumentacji.